# Corybas rivularis
Corybas rivularis là một loài thực vật có hoa trong họ Lan. Loài này được (A.Cunn.) Rchb.f. mô tả khoa học đầu tiên năm 1871.